# الرسيعة (حبيش)

تعديل مصدري - تعديل

الرسيعة محلة تابعة لقرية الشعب وذنبة، التابعة لعزلة نقيل العقاب بمديرية حبيش إحدى مديريات محافظة إب في الجمهورية اليمنية، بلغ تعداد سكانها 232 حسب تعداد اليمن لعام 2004.